# Падейский, Фёдор Фёдорович
Фёдор Фёдорович Падейский (1759—1829) — генерал-майор, комендант Торна, Динабурга и Новгорода.
Родился в 1759 году, происходил из дворян Борисоглебского уезда Тамбовской губернии, сын отставного полковника. С 21 января 1769 года был записан в Старооскольский пехотный полк и 21 марта 1770 года был заочно произведён в сержанты.
В военную службу вступил 1 января 1773 года прапорщиком в Тенгинский пехотный полк и 25 декабря 1774 года за отличия, выказанные в делах с турками на Дунае произведён в подпоручики.
15 марта 1788 года переведён капитаном в Козловский мушкетёрский полк, и в рядах этого полка принимал участие в войне с Турцией в 1787—1792 годах. Отличился в кампании 1788 года при штурме Очакова и в кампании 1792 года в сражении при Городище, за что был награждён золотой шпагой с надписью «За храбрость».
В 1794 году Падейский находился в Польше, где сражался с повстанцами Костюшко и отличился в сражении при Мацейовицах, за отличие в штурме Праги был произведён в секунд-майоры, в 1795 году получил чин премьер-майора.
27 октября 1799 года получил чин подполковника и назначен батальонным командиром в Козловский мушкетерский полк, 4 сентября 1802 года стал командующим этим полком и 30 ноября 1803 года получил чин полковника и был утверждён в занимаемой должности. 26 ноября 1802 года за беспорочную выслугу был награждён орденом Св. Георгия 4-й степени (№ 1359 по кавалерскому списку Григоровича — Степанова).
В 1805—1807 годах Падейский состоял в десантном корпусе при эскадре вице-адмирала Д. Н. Сенявина в Средиземном море и участвовал в боях с французами, а затем и с турками. С 16 марта 1807 года был шефом Козловского полка. 5 августа 1807 года Падейский был удостоен ордена Св. Георгия 3-й степени (№ 165 по кавалерским спискам
Преодолевая все покушения и действия неприятеля, с отличною храбростию и неусыпностию, благоразумною распорядительностию и мужественными поступками удержал более десяти дней вверенную ему крепость на острове Тенедосе.
По завершении морских кампаний в Архипелаге, Падейский со своим полком был переведён на Дунай, где принимал участие в ряде операций против турок. В 1809 году он был тяжело ранен при неудачном штурме Браилова; по выздоровлении, в 1810 году участвовал в штурме Базарджика и при осаде Шумлы, и 28 июля того же года за отличие был произведён в генерал-майоры; в кампании следующего 1811 года он находился в делах под Рущуком и Видином.
В начале 1812 года Падейский был назначен командиром 1-й бригады 15-й пехотной дивизии. Во время отражения нашествия Наполеона он сражался под Брест-Литовском, Кобриным, Городечно, Борисовым, Стаховым и Брилями. В кампании 1813 года Падейский был в делах при осаде Торна, после взятия этой крепости назначен её комендантом и в этой должности оставался до 1815 года.
8 ноября 1816 года был назначен комендантом Динабургской крепости. 7 января 1822 году был переведён комендантом в Новгород. В начале 1829 года вышел в отставку и скончался в середине марта того же года, из списков исключён 22 марта 1829 года.
Среди прочих наград Падейский имел ордена св. Анны 2-й степени с алмазными знаками, св. Владимира 4-й степени с бантом и 3-й степени, св. Иоанна Иерусалимского и золотые кресты «За взятие Очакова», «За взятие Праги» и «За взятие Базарджика».
Его сын Семён был генерал-лейтенантом и командовал 1-м округом Отдельного корпуса внутренней стражи.